# Keean Johnson

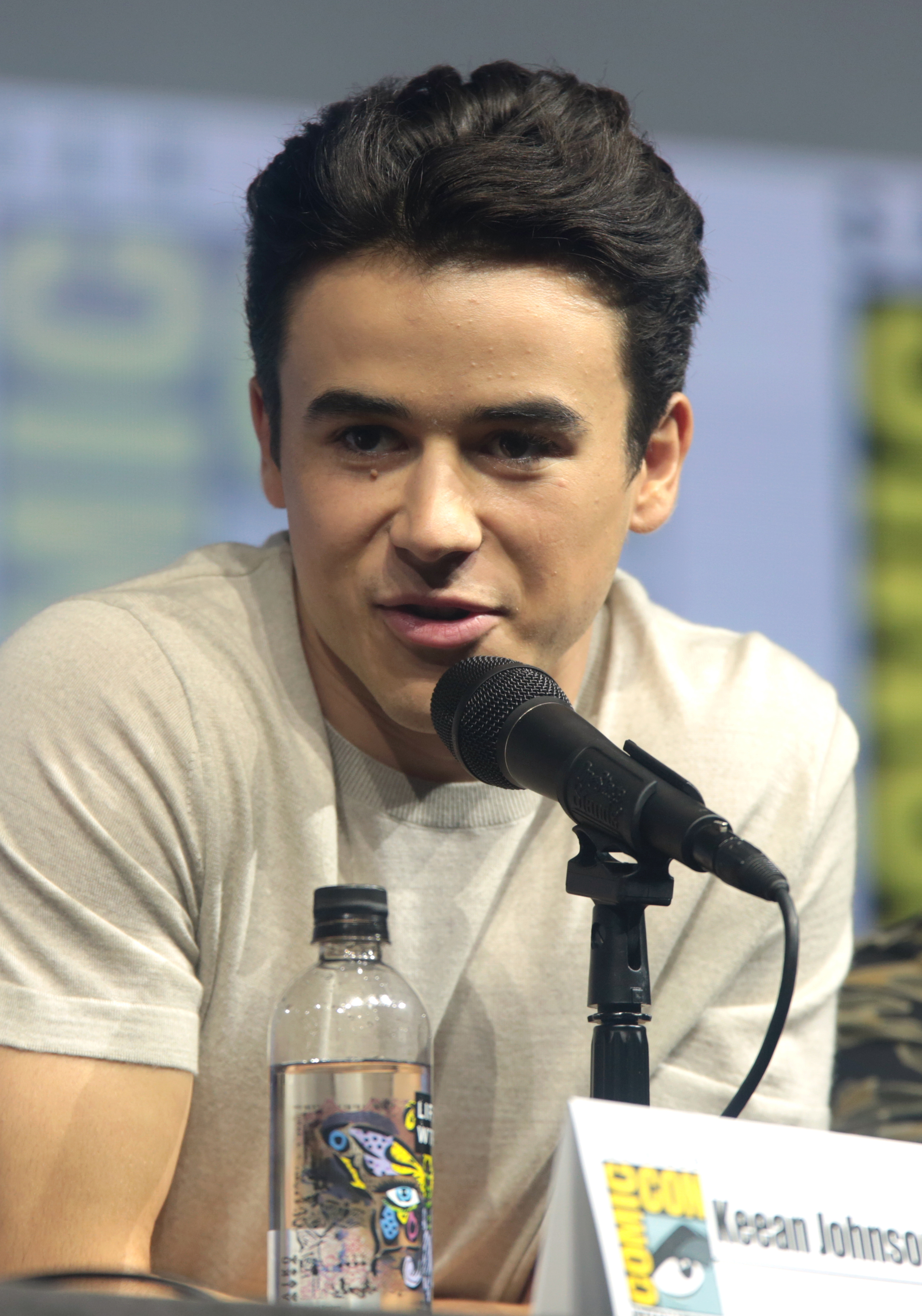
Keean Johnson (2018)

Keean Manny Johnson (* 25. Oktober 1996 in Denver, Colorado) ist ein US-amerikanischer Schauspieler.

## Leben
Keean Johnson wurde als Sohn einer Amerikanerin und eines Briten geboren. Er begann mit fünf Jahren mit dem Tanz und erhielt ab der 4. Schulstufe gemeinsam mit seinem Bruder Hausunterricht. Im Alter von zehn Jahren stand er am Denver Centre Theatre in Plainsong erstmals als Schauspieler auf der Bühne. In der Folge wirkte er unter anderem in über 300 Vorstellungen am Broadway in New York City mit. 2007/08 war er Mitglied des Ensembles der Musicalproduktion Billy Elliot, die 2009 mit zehn Tony Awards ausgezeichnet wurde.
Um seine Filmkarriere zu fördern zog er mit seiner Familie nach Los Angeles. 2013 hatte er als Adam Freeman eine Hauptrolle in der Fernsehserie Spooksville. Für seine Darstellung wurde er im Rahmen der Young Artist Award 2014 in der Kategorie Bester Hauptdarsteller in einer Fernsehserie (Comedy oder Drama) sowie der Kategorie Herausragende Besetzung in einer Fernsehserie nominiert. In der Fernsehserie The Fosters spielte er 2015 die Rolle des Tom, in der Serie Nashville  war er als Colt Wheeler zu sehen.
2019 verkörperte er in Alita: Battle Angel von Robert Rodriguez mit Christoph Waltz und Jennifer Connelly an der Seite von Rosa Salazar als Alita die Rolle ihres Freundes Hugo. Für das Kriegsdrama Midway – Für die Freiheit von Roland Emmerich stand er als James Murray vor der Kamera, außerdem drehte er für den Film Cut Throat City von RZA. Im Filmdrama Low Tide hatte er als Alan eine Hauptrolle, in der Serie Euphoria spielte er die Rolle des Daniel.

## Auszeichnungen und Nominierungen
Young Artist Award 2014
- Nominierung in der Kategorie Best Performance in a TV Series (Comedy or Drama) – Leading Young Actor für Spooksville[7]
- Nominierung in der Kategorie Outstanding Young Ensemble in a TV Series für Spooksville

## Filmografie (Auswahl)
- 2007: Big Green Rabbit (Fernsehserie)
- 2012: Sam Presents (Kurzfilm)
- 2013: Spooksville Freak Files (Fernsehserie)
- 2013–2014: Spooksville (Fernsehserie)
- 2014: Switched at Birth – Yuletide Fortune Tellers
- 2015: The Fosters (Fernsehserie)
- 2014–2016: Nashville (Fernsehserie)
- 2016: Heritage Falls
- 2016: Notorious – Tell Me a Secret
- 2016: Guidance (Fernsehserie)
- 2019: Alita: Battle Angel
- 2019: Low Tide
- 2019: Euphoria (Fernsehserie)
- 2019: We Summon the Darkness
- 2019: Midway – Für die Freiheit (Midway)
- 2020: Emperor
- 2020: Cut Throat City – Stadt ohne Gesetz (Cut Throat City)